# Furuskär, Ingå
Furuskär är en ö i Finland. Den ligger i Finska viken och i kommunen Ingå i den ekonomiska regionen  Raseborg i landskapet Nyland, i den södra delen av landet. Ön ligger omkring 57 kilometer väster om Helsingfors.
Öns area är 1,6 hektar och dess största längd är 290 meter i öst-västlig riktning.